# Portret chłopca (Józio Feldman)
Portret chłopca (znany także pod tytułem Portret Józia Feldmana) – obraz Stanisława Wyspiańskiego wykonany techniką pastelową w 1905 roku. Znajduje się w zbiorach Muzeum Narodowego w Krakowie. 

## Historia
Obraz pochodzi z kolekcji rodziny Feldmanów. W 1956 roku został podarowany przez Marię Feldmanową Muzeum Narodowemu w Krakowie. Na obrazie Stanisław Wyspiański przedstawił sześcioletniego syna swojego przyjaciela Wilhelma Feldmana – Józefa. 

## Opis
Obraz przedstawia chłopca w półpostaci, zwróconego twarzą w stronę widza. Charakteryzują go duże, niebieskie oczy oraz jasne włosy przycięte do ramion, z opadającą na czole grzywką. Chłopiec jest ubrany w białą koszulę oraz błękitną kamizelkę ozdobioną czerwonymi chwostami. W literaturze strój ten jest identyfikowany jako krakowski. Józio delikatnie pochylony podpiera lewą ręką brodę i policzek, jednocześnie zakrywając usta. Oczy chłopca, zwrócone bezpośrednio na widza, odgrywają istotną rolę w interpretacji obrazu. 

## Analiza
Portrety Stanisława Wyspiańskiego charakteryzują się migawkowym ujęciem sceny, w której wykadrowany model przyjmuje naturalną pozę.   
A chwyta je migawkowo, w jakiemś ruchu charakterystycznym, lub chwili przeżycia duchowego, iż czynią nam wrażenie nie portretów, lecz na gorącym uczynku pochwyconych wyrywków z dramatów, których nie znamy początku i końca.  
Na obrazie chłopca przedstawiono od czubka głowy do łokcia w centrum pola obrazowego. Jego postać wypełnia znaczną część obrazu, stanowiąc jego główny motyw. Kompozycyjnemu wyróżnieniu postaci sprzyja także jasne, jednolite tło.     

## Interpretacja
W portretach Stanisław Wyspiański często przedstawiał dzieci na neutralnym tle. Zastosowanie jednolitej przestrzeni pozwalało artyście skoncentrować uwagę widza na temacie przedstawienia oraz wzmocnić psychologiczny wymiar obrazu. Na obrazie Józio wydaje się zmęczony, co może potwierdzać gest wspierającej głowę ręki oraz podkrążone oczy. Wyraz jego oczu, który w literaturze bywa także interpretowany jako smutny, refleksyjny czy melancholijny, może świadczyć o jego przedwczesnej dojrzałości. Również może wskazywać na wewnętrzny świat (uczuć, myśli) chłopca, który dla widzów pozostaje nieprzenikniony. W historii sztuki taki sposób portretowania charakteryzował wizerunki osób dorosłych. 
Melancholia, zamyślenie, tęskne oczekiwanie, delikatny gest ręki uchwycić miały coś z istoty chłopców i dziewczynek, jakiś rys ich wewnętrznej natury. Natura ta pozostawała wprawdzie nie do końca jawna, bo skryta w głębinach jaźni, niemniej jednak objawiała się jakoś na zewnątrz miną lub pozą. Dorosłość owych „masek” wskazywać więc miała naprawdę - prawdę o osobowym, myślącym, czującym i zindywidualizowanym bytowaniu dziecka.

## Wystawy
Portret chłopca (Józio Feldman) pojawiał się na wystawach tematycznych oraz monograficznych, tj. poświęconych twórczości Stanisława Wyspiańskiego. Oto wybrane z nich: 
1. ,,Sami złożycie stos...". Pogrzeb Stanisława Wyspiańskiego, 08.12.2007 – 09.03.2008, Muzeum Narodowe w Krakowie,
2. Wyspiański, 28.11.2017 – 05.05.2019, Muzeum Narodowe w Krakowie,
3. Skarbiec Wyspiańskiego, 11.10.2019 – 01.03.2020, Muzeum Narodowe w Krakowie[1][14].